# 드니 라방
드니 라방(Denis Lavant, 1961년 6월 17일 ~ )은 프랑스의 배우이다.

## 출연 작품
- 소년, 소녀를 만나다 (1984) - 알렉스 역
- 야생동물 보호구역 (1996) - 에밀 역
- 홀리 모터스 (2012)
- 미하엘 콜하스의 선택 (2013) - 신학자 역
- 워킹 데드 나잇 (2018) - 알프레드 역
- 더 마운틴 (2018) - 잭 역
- 걸스 위드 볼스 (2018)
- 더 브라 (2018)